# Regina Schörg
Regina Schörg (Viena, 12 de gener de 1969) és un soprano austríaca.
Va estudiar al conservatori de Viena abans de participar en el Landestheater de Linz. Els seus papers inclouen Fiordiligi a Così fan tutte, La Contessa a Les noces de Fígaro, Pamina a La flauta màgica, Donna Anna a Don Giovanni i Violetta a La traviata.
El 2006 va interpretar La clemenza di Tito al Gran Teatre del Liceu.